# Луна де Сус (Клуж)
Луна де Сус (рум. Luna de Sus) насеље је у Румунији у округу Клуж у општини Флорешти. Oпштина се налази на надморској висини од 393 m.

## Становништво
Према подацима из 2002. године у насељу је живело 2058 становника.

### Попис2002.
| Расподела становништва по националности 2002.‍ | Расподела становништва по националности 2002.‍ | Расподела становништва по националности 2002.‍ | Расподела становништва по националности 2002.‍ | Расподела становништва по националности 2002.‍ |
| --------------------------------------------- | --------------------------------------------- | --------------------------------------------- | --------------------------------------------- | --------------------------------------------- |
|                                               |                                               |                                               |                                               |                                               |
| Румуни                                        | Румуни                                        |                                               | 744                                           | 36,2%                                         |
| Мађари                                        | Мађари                                        |                                               | 1.268                                         | 61,7%                                         |
| Роми                                          | Роми                                          |                                               | 44                                            | 2,1%                                          |